# Гуджев, Аврам
Аврам Иванов Гуджев (1851 — 8 апреля 1895) — болгарский офицер, майор. Участник Сербско-турецкой войны (1876), Русско-турецкой войны (1877—1878) и Сербско-болгарской войны (1885) .

## Биография
Аврам Гуджев родился в 1851 году в Бессарабии. Его семья эмигрировала из Сопота в пределы Российской империи в 1829 году. Там Гуджев учился в Болградской гимназии. 3 апреля 1870 года он поступил в 59-й пехотный Люблинский полк, дислоцированный в Одессе, затем был юнкером Одесского военного училища. 13 июля 1875 года он окончил школу в чине прапорщика и был зачислен в 54-й Минский пехотный полк, дислоцированный в Кишиневе.
Аврам Гуджев — один из офицеров, подписавших письмо болгарским революционерам в Брэиле и Кишиневе, в котором выражалась готовность покинуть русскую армию и принять участие в освобождении Болгарии.

## Сербско-турецкая война (1876 г.)
Во время Сербско-турецкой войны (1876) участвовал добровольцем в русско-болгарской бригаде генерала Михаила Черняева. В строю находился с 8 июля по 3 ноября 1876 года. Участвовал в боях при Заечаре, Гредетине, Брестовичке-Бане, Алексинаце-Бабина Главе, 18 и 19 августа при Делиграде-Ивановаце и других. Он был награжден Серебряной сербской медалью за храбрость.

## Русско-турецкая война (1877—1878 гг.)
Участвовал ополченцем в русско-турецкой войне (1877—1878). Он был назначен младшим офицером 2-й роты Почетного пехотного конвоя, а затем переведен командиром роты в 6-ю, 9-ю и 5-ю роты ополчения. Создал фирменную оружейную мастерскую и участвовал в переводе русских уставов на болгарский язык вместе со Стефаном Кисовым. Участвовал в бою под Шейново, где был ранен. 3 апреля 1877 года назначен Свиштовским уездным военачальником. 28 декабря 1877 года произведен в воинское звание лейтенанта.
Гуджев проявил себя храбрым офицером при взятии сильно укрепленного турецкого лагеря под Шейново 9 января 1878 года. Он всегда участвовал в первых рядах боя. Хотя он был ранен в левое плечо, но продолжал до капитуляции всей армии Вейзел-паши.

## Между освобождением и Сербско-болгарской войной (1885 г.)
За участие в войнах награжден: Болгарским орденом «За храбрость» IV класса, Российским орденом «Святого Станислава» 3-й степни, Медалью за Шипку 1877 года — серебро, Медаль за Стара Загора, Шипку и Шейново — бронза.
После Освобождения остался на службе во вновь сформированной Болгарской армии, став одним из строителей Болгарской сухопутной армии. Служил во 2-м стрелковом Кюстендильском полку и 23-м стрелковом Рущушке полку. 6 сентября русское правительство отозвало всех своих офицеров из Болгарии. Капитан Гуджев был назначен временным командиром 2-го Струмицкого пехотного полка, а с 13 сентября официально назначен командиром полка.

## Сербско-болгарская война (1885 г.)
Во время сербско-болгарской войны (1885 г.) он был командиром Западного корпуса. Командовал оборонительным сражением у Сливницы (5-7 ноября), а 8 ноября был назначен командиром правой колонны. Участвовал в преследовании отступавших сербских войск и во взятии Цариброда (12 ноября) и Пирота (14-15 ноября). За храбрость и полководческие качества награжден Орденом «За отвагу» III класса.

## Участие в политической борьбе
После войны он был командиром IV пехотной дивизии VI пехотной Сливенской бригады. Участвовал в перевороте 9 августа 1886 года по свержению князя Александра Баттенберга. Майор Гуджев принимает присягу на верность Временному правительству. После контрпереворота он был арестован и позже эмигрировал в Румынию. Здесь он стал членом революционного комитета офицеров-эмигрантов. Участвовал в подготовке восстаний русофильского офицерства в Русе и Силистре. После их неудачи он поселился в России. Он поступил в Генеральный штаб русской армии в Москве, где и умер в 1895 году.

## Воинские звания
- Младший лейтенант (2 мая 1877 г.)
- Лейтенант (28 декабря 1877 г.)
- Капитан (30 августа 1881 г.)
- Майор

## Награды
- Военный орден «За отвагу» III и IV ст.
- Сербская медаль «За отвагу».
- Русский орден «Святой Станислав» III век